# Sarma (Speise)

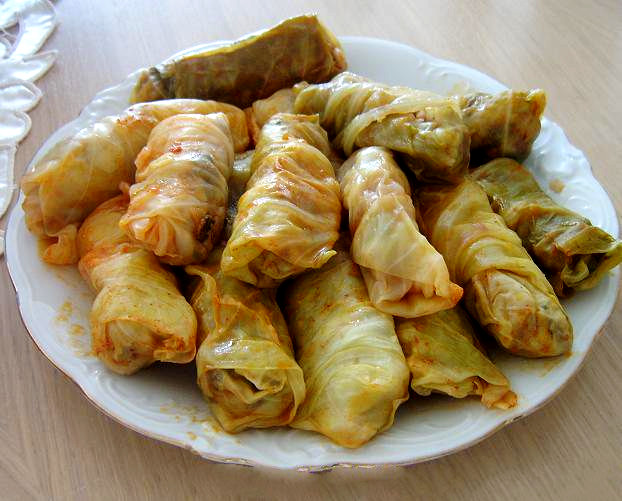

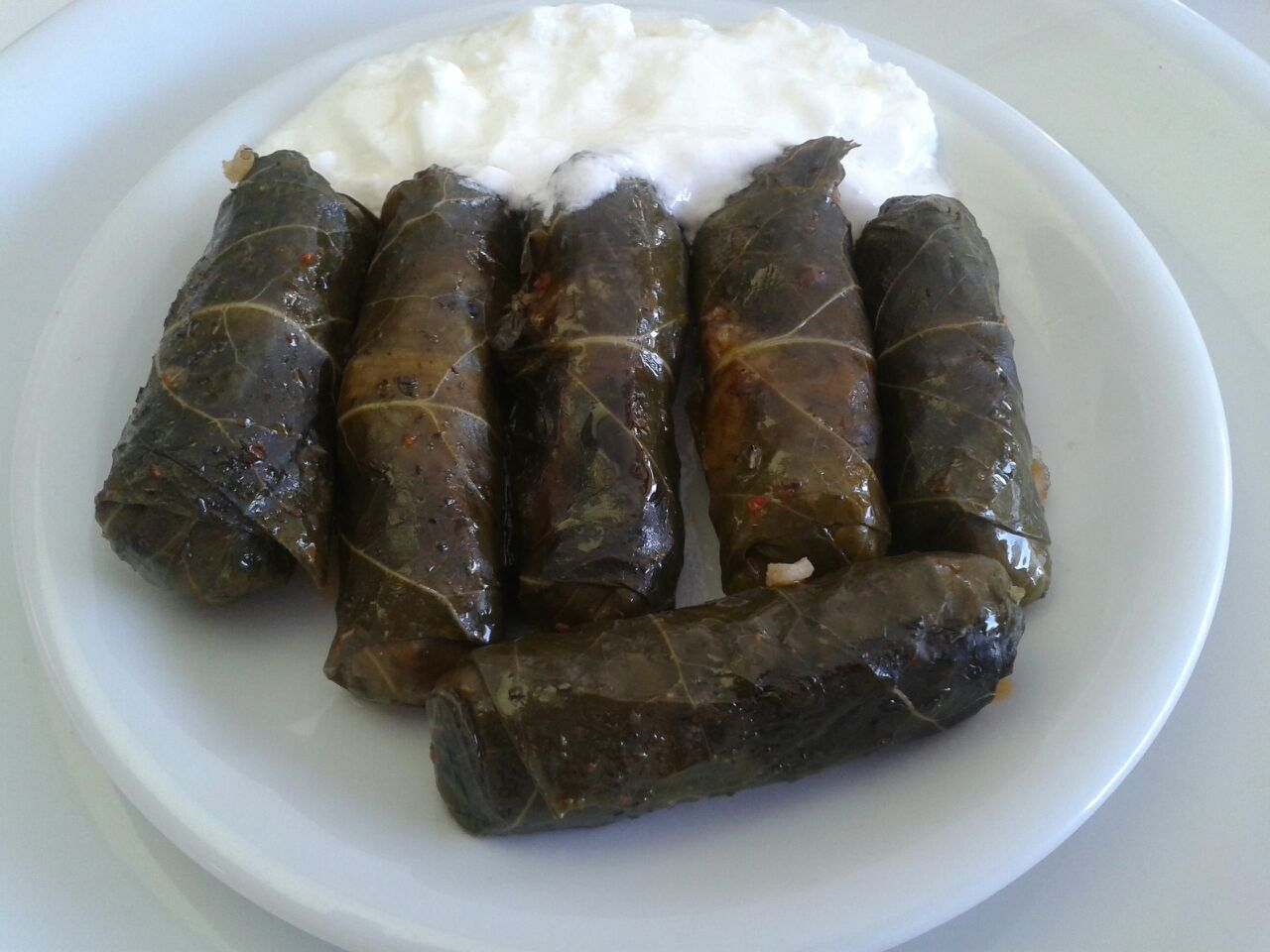

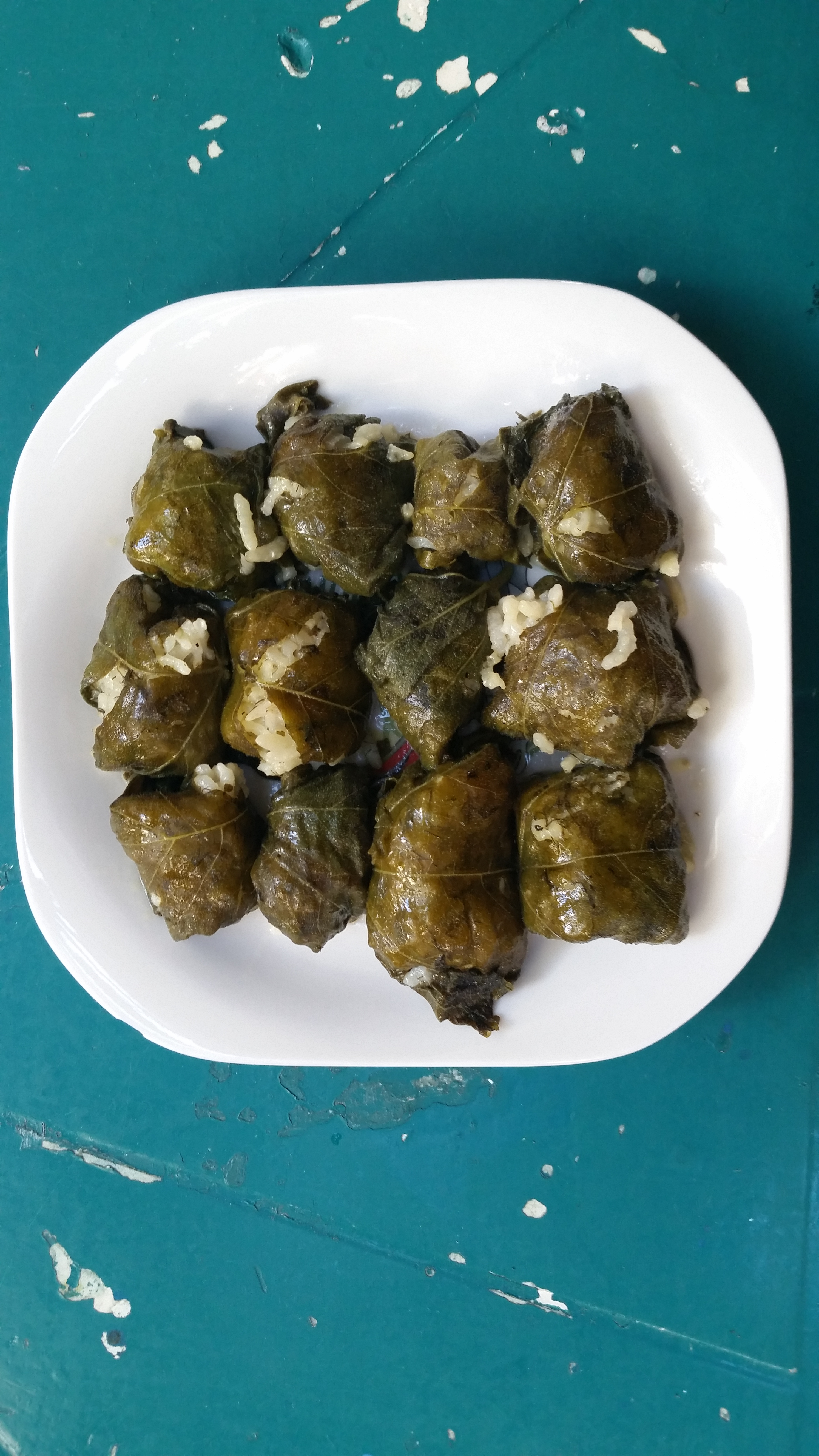
Sarma in Malvenblättern

Sarma ist in Kleinasien und in Südosteuropa die Bezeichnung für eine kleine Roulade, die durch Einwickeln einer Füllung in Mangold-, Kohl-, Malven- oder Weinblätter sowie manchmal auch Buchenblättern hergestellt wird, der Name leitet sich von sarmak (türkisch für „etwas in etwas einwickeln“) ab. Füllungen sind häufig Mischungen aus Reis, Bulgur und/oder Hackfleisch. Serviert  werden Sarma mit Joghurt, Tomaten- oder Knoblauchsoße.  In den ehemaligen jugoslawischen Ländern, wie auch in Ungarn und  in Rumänien werden Sarma aus sauren Kohlblättern zubereitet. Eine Art Sarma kann auch aus Schichten von gekochtem Lauch oder Zwiebeln hergestellt werden, die um eine Füllung gerollt sind. Sarmas werden als Mezze oder Vorspeise serviert, aber auch als Hauptgericht. In Anatolien werden seit Jahrhunderten alle Arten von essbaren Blättern für Sarmas verwendet, abhängig von geografischer Region und der Jahreszeit, beispielsweise in Malatya die Blätter von Sauerkirsche, Quitte oder Maulbeere. Andere Regionen verwenden Blätter von Haselnuss, Rosskastanie, Zwerg-Sauerampfer, Hohe Stechwinde oder Balkan-Salbei – dabei hat nicht jedes Sarma ein Blatt als Verpackung, viele sind in ein Netz verpackt.
Eine herstellungstechnisch verwandte Speise sind die Dolmas (gefüllte Gemüse). Die Bezeichnungen Sarma und Dolma werden manchmal kategorienübergreifend verwendet: Sarmas werden als Dolmas bezeichnet und umgekehrt, obwohl sie das herstellungstechnisch nicht sind. Mancherorts ist man überzeugt, dass Sarmas mit Fleischfüllung locker gewickelt sein sollten.

## Trivia
Das Pflücken und Einlegen der Blätter für Sarmas findet in ländlichen Gegenden im Kreise der Familie und der Freunde statt. Man zieht singend durch die Weinberge und Gärten. Am Ende der Ernte legt die Frau mit den geschicktesten Fingern die gesammelten Blätter der gesamten Gruppe in Salzlake für den Winter ein. Ein türküs (traditionelle Volkslieder) erzählt von einer Braut, die heim zu ihrer Mutter geschickt wurde, weil sie nicht imstande war, ordentliche Sarmas zu wickeln. In Anatolien ist es Tradition, dass heiratsfähige Mädchen vor der Familie des zukünftigen Bräutigams ihre Fertigkeit, Sarmas zu wickeln, unter Beweis stellen. Dabei kommt es darauf an, dass die Sarmas schnell und so klein gewickelt werden, dass 5–6 Stück in einer Handfläche Platz haben.